# Steve Talley
Steve Talley (* 12. August 1981 in Indianapolis, Indiana) ist ein US-amerikanischer Schauspieler. 
Erste Schauspielerfahrung sammelte er als Theaterschauspieler in der Highschool in Avon, die er zwischen 1995 und 1999 besuchte. Bekannt wurde er unter anderem durch seine Rolle als Dwight Stifler in American Pie präsentiert: Nackte Tatsachen und American Pie präsentiert: Die College-Clique.

## Filmografie (Auswahl)
- 2002: Jung und Leidenschaftlich – Wie das Leben so spielt (As the World Turns, Fernsehserie, eine Folge)
- 2005: Summerland Beach (Summerland, Fernsehserie, 3 Folgen)
- 2006: Peaceful Warrior
- 2006: American Pie präsentiert: Nackte Tatsachen (American Pie Presents: The Naked Mile)
- 2007: American Pie präsentiert: Die College-Clique (American Pie Presents: Beta House)
- 2009: Castle (Fernsehserie, Folge 1x03 Die Elite-Clique)
- 2009: Party Animals 3 – Willkommen auf der Uni (National Lampoon’s Van Wilder: Freshman Year)
- 2010: Navy CIS (Navy NCIS, Fernsehserie, Folge 7x20 Ein rotes Haar)
- 2010: Criminal Minds (Fernsehserie, Folge 6x07 Bis zum Ende)
- 2012: Last Man Standing (Fernsehserie, Folge 1x12 Mond über Kenia)
- 2012: Franklin & Bash (Fernsehserie, Folge 2x10)
- 2012–2014: Pretty Little Liars (Fernsehserie, 5 Folgen)
- 2014: The Crazy Ones (Fernsehserie, 2 Folgen)
- 2014–2015: The 100 (Fernsehserie, 5 Folgen)
- 2016: 2 Broke Girls (Fernsehserie, Folge 5x06 Eher ungewöhnlich da unten)
- 2016: Fuller House (Fernsehserie, Folge 1x04)
- 2016: The Mindy Project (Fernsehserie, Folge 4x20)
- 2016: Young & Hungry (Fernsehserie, Folge 4x08)
- 2016: The Great Indoors (Fernsehserie, Folge 1x06)
- 2017: Workaholics (Fernsehserie, Folge 7x03)
- 2017–2018: Girlfriends’ Guide to Divorce (Fernsehserie, 7 Folgen)
- seit 2019: American Dad (Fernsehserie, Sprechrolle)
- 2020: Fuller House (Netflix-Serie, Episode 4)

## Sonstiges
- Er spielte den Bassisten im Musikvideo zu Kelly Clarksons Lied Since U Been Gone.
- Ebenfalls spielte er in der Werbung für das 2017 erschienene Spiel Call of Duty: WWII mit.